# روجر يونغ (لاعب اتحاد الرغبي)
روجر يونغ (بالإنجليزية: Roger Young)‏ هو لاعب اتحاد الرغبي بريطاني، ولد في 29 يونيو 1943.